# アレックス・ラミレス
アレクサンダー・ラモン・ラミレス・キニョネス（スペイン語: Alexander Ramón Ramírez Quiñónez、1974年10月3日 - ）は、ベネズエラ・カラカス出身の元プロ野球選手（外野手、右投右打）、YouTuber。

## 概要
ヤクルト時代は入団1年目の2001年にチームのリーグ優勝・日本一に貢献。以降も主力選手として活躍し2003年には、本塁打王、打点王、最多安打のタイトルを獲得。2007年には外国人選手、右打者としては史上初のシーズン200安打を達成し2度目の最多安打を獲得した。
巨人時代は主力として2008年に打点王、2009年に首位打者、2010年に本塁打王と打点王のタイトルを獲得するとともに、2年連続でMVPを受賞し、2度のリーグ優勝と日本一（2009年）に大きく貢献した。
DeNA時代は2013年に日本通算2000安打を達成し、外国人選手では史上初の名球会への入会を果たした。8年連続100打点超えの記録を持つ。
引退後、2016年シーズンから2020年シーズンまで横浜DeNAベイスターズ監督も務め（第30代）、就任時点で外国籍を有する監督としてはNPB史上9人目で、NPB史上初の米国籍以外の外国人監督であった。
2019年に日本に帰化した。『官報』における掲載氏名はラミレス・カプリレス・アレクサンダー・ラモン。2022年外務大臣表彰時の氏名はアレクサンデル・ラモン・ラミレス・カプリレス。

## 経歴

### プロ入り前
実家はベネズエラの首都・カラカス近郊の「ピニャンゴ・デ・ジャレ」という小さな町にある。人口は約200人で、その内の4分の3程がラミレスの一族だという。
5歳で兄の影響を受け野球を始め、8歳で地元リトルリーグの監督にスカウトされチームに所属。15歳になると本格的に野球選手を目指すため学校を退学。当時は主に投手を務めていた。

### インディアンス時代
18歳でベネズエラの国内選手権に出場した際に外野手として試合に出ていたところをクリーブランド・インディアンスのスカウトの目に留まりマイナーリーグ契約をする。
1994年2月に結婚し、8月から1995年4月までメジャーリーグ史上最長のストライキが実施された影響で、1995年のメジャーリーグスプリングトレーニングにはオーナー側の命令で代替選手として参加。そのため、スト破りを行った報復措置としてメジャーリーグ選手会への加入を認められなかった。
若手時代は守備力の低さから守備固めを優先的にメジャー昇格させたいと考えていた監督と方針が合わず、メジャー昇格の機会を何度も逃した。
1998年はAAA級バッファロー・バイソンズで121試合に出場。34本塁打103打点6盗塁、打率.299と結果を残し、9月19日に初のメジャーリーグ昇格を果たした。同日のカンザスシティ・ロイヤルズ戦でメジャーデビュー。1打数無安打1三振に終わった。
1999年は6月にメジャー再昇格すると、マニー・ラミレスの控え右翼手としてプレーし、48試合ながら打率.299を残した。
2000年は初めて開幕ロースター入りを果たすと、マニー・ラミレス休養時の代役や代打などで7月下旬までに41試合に出場し、打率.286と結果を残した。

### パイレーツ時代
2000年7月28日にウィル・コルデロとのトレードでエンリケ・ウィルソンと共にピッツバーグ・パイレーツへ移籍。しかし、移籍前の好調は影を潜め、打率は徐々に下降していき、スタメンから外されるようになる。ラミレスによれば「打撃コーチ（ロイド・マクレンドン）に打席でのスタンスを変えるよう指示され、それに従ったところスランプに陥ったため、コーチに『スタンスを元に戻したい』と言ったら、次の日からスタメンを外された」という。しかし、9月に入ると一転して4番で起用されるが、2割8分台あった打率は最終的に.247にまで落ち込んだ（移籍後のみでは.209）。

### ヤクルト時代
2000年11月1日、ヤクルトスワローズに入団。背番号は3。ただし、当時ラミレスはフロリダ州で家と車を購入したばかりでそのローンが残っていたため、当初は「1年だけ日本で金を稼いで、（ローンを）返済したらすぐに戻る」つもりだったという。2023年の岡崎郁の対談によると、最初は日本球界を下に見ており「俺が野球を教えてやるぞ」くらいに思っていた。
2001年は138試合出場、打率.280・29本塁打・88打点の好成績を記録し、チームのリーグ優勝と日本一に貢献した。もっとも、若松勉監督が辛抱強く使ってくれたおかげでこの成績を残せたと謙遜しており、もし最初から巨人に入団したのであればすぐに二軍に落とされて数か月後には家に帰されており、今の自分はいないだろうと2023年の岡崎郁の対談で語っている。この話には対談していた岡崎も「あー、ジャイアンツは10ゲームぐらいしか……」と納得していた。当初の契約では「5番・右翼手」での出場を確約されていたが、キャンプ初日に当時右翼手のレギュラーだった稲葉篤紀の守備を見て「自分は彼（稲葉）には勝てない」と感じ、左翼手に転向した。
日本球界の練習量には当初「練習しすぎて頭がどうかしてると思った!」と戸惑いを見せていた。また、来日して最初の3か月はとにかくフォークボールが打てず、三振ばかりだったと振り返っている。日本の野球に戸惑う中で当時一軍打撃コーチを務めていた八重樫幸雄の「しっかり引いて逆方向に打つ」指導は身に染みたといい「フォークやスライダーは振らなければいいじゃないか」という彼の助言からストレートにフォーカスしたと語っている。地方球場試合の時のケータリングがおにぎりやラーメンのような日本食ばかりで、最初は「食べる物がない」と適応に苦労したが、チームに適応するには日本人が食べている物に文句を言うのではなく適応するしかないと腹を括った。
2002年も139試合に出場し、3割近い打率を残した。一方でリーグ最多の146三振を喫した。
2003年は読売ジャイアンツへ移籍したロベルト・ペタジーニに替わって4番打者を任され全試合に出場、打率.333・40本塁打・124打点の成績を収めて打点王・本塁打王・最多安打・ベストナインの各タイトルを獲得。来日3年目で初の3割達成となった。同年の349塁打は平成時代のセ・リーグ記録。
2004年8月21日の対阪神タイガース戦（明治神宮野球場）ではトレイ・ホッジスからランニング本塁打を放った。この年は故障離脱もあり、ヤクルト時代では最も少ない129試合の出場だったが打率.305、31本塁打、110打点の成績を残した。終盤にはMLBのコロラド・ロッキーズなどからのオファーを受け、また阪神や同年オフに新規参入した東北楽天ゴールデンイーグルスなどがラミレスの獲得を検討していたが、本人の希望もあって残留。その際、義理の息子であるアレックス・ラミレス・ジュニアの入団が決め手となった。
2005年は打率3割は逃したが、引き続きチームの4番打者としてチームに貢献した。
2006年は26本塁打・112打点を記録するものの636打席で四球はわずか19個と選球眼の悪さが露呈し、出塁率.289は両リーグで最低だった。
2007年10月4日の対横浜ベイスターズ21回戦（明治神宮野球場）において、外国人選手・右打者としては史上初のシーズン200安打を達成、打率も.343、安打数は最終的に204安打まで達した。オフに球団側からラミレス側への残留要請が行われたが、提示された条件は契約年数1年、推定年俸4億円というラミレス側の希望とはかけ離れたものであった。7年在籍した球団に対する彼の希望は高年俸ではなく、契約年数で、ラミレスは球団側が複数年契約を認めれば、ヤクルトに残留する選択も考えていた。実際、ラミレスは後に「現状維持の2年契約の提示があれば残留していた」と記しているが、最終的に球団側は複数年契約を提示しなかったため球団側との契約交渉が決裂したことを機にヤクルトからの退団が決まり、11月30日に自由契約公示された。

### 巨人時代
2007年12月29日、右の大砲を探していた読売ジャイアンツとオリックス・バファローズが獲得を検討していたが、オリックスはアレックス・カブレラの獲得を発表したため、巨人が獲得を発表した。入団会見は巨人初のビデオレターによるものとなり、「このチーム（巨人）に足りないものを加えに来た」とコメントした。推定年俸は5億円（契約年数2年、総額10億円）。背番号は3が長嶋茂雄の永久欠番となっているため、5となった。ラミレスは以前から「巨人では外国人選手が大変な思いをしている」と聞かされていたため、巨人は一番行きたくないチームだったが、巨人がラミレス自身が希望する複数年契約を提示したことに加え、ラミレス自身が原辰徳の指揮に以前から興味を持っていたこともあって巨人入りを決めたという。
2008年は開幕から5番打者としてシーズンを迎えたが、開幕から結果を残したことと4番候補の李承燁・高橋由伸の不振により主に4番で起用されるようになった。前年の高打率を維持しながら長打力も発揮し、45本塁打、125打点で2年連続3度目の打点王を獲得したが、本塁打王は1本差で村田修一に届かなかった。しかしチームのリーグ連覇に貢献した。そして2008年のセ・リーグ最優秀選手に選ばれた。交流戦はパ・リーグのチームの主催試合が指名打者制のため、この試合では主に指名打者として起用された。中日ドラゴンズとのCS第2ステージでは第4戦に8回に勝ち越しの2点本塁打を放って勝利し、6年ぶりの日本シリーズ進出を決めた。埼玉西武ライオンズとの日本シリーズでは第3戦は指名打者で出場し、第4・5戦では阿部慎之助が負傷して指名打者で出場したため左翼手として出場した。第7戦で最後の打者として遊撃ゴロに打ち取られ日本一を逃したが、第1戦ではチーム唯一の得点となる適時打、第2戦ではサヨナラ本塁打、第3戦でもソロ本塁打を放ち、第5戦では逆転のきっかけを作る二塁打を放つなど随所で活躍したことが評価されシリーズ敢闘賞を受賞した。この年にフリーエージェント資格を取得したため、2009年から外国人枠の適用外となった。
2009年は144試合全てで4番打者を務め、3割30本100打点を達成したほか、打率.322で自身初の首位打者と3度目の最多安打を獲得。チームの3連覇に貢献し、2年連続の最優秀選手に選ばれた。シーズン通しての調子の波も少なく、6月以外の月間打率は全て3割以上だった。巨人の右打者の首位打者獲得は1971年の長嶋茂雄以来38年ぶりである。日本シリーズで、観戦に来た小笠原道大の娘にファウルボールを当ててしまうが、翌日「ゴメンナサイ」と書いた自身のサインボールを小笠原に渡した。同シリーズでは第4戦の7点ビハインド場面で金森敬之から打った3点本塁打が同シリーズでのラミレスにとって唯一の本塁打だった。チームはこの試合は敗れたが、第5・6戦と勝利し、巨人での日本一を達成した。
2010年4月に孫のD・J・ラミレスが誕生（夫人の連れ子であるアレックス・ラミレス・ジュニアの子）。好不調の波が少なかった過去2年と違ってシーズン当初は低打率に苦しんだが、その中でも得点圏においては勝負強い打撃を見せ、本塁打と打点を量産。夏場に入ると一気に調子を上げて打率も向上させ、最終的に打率.304・49本塁打・129打点で本塁打・打点の二冠王に輝いた。49本塁打は巨人軍の右打者における1シーズン最多本塁打であり、巨人の外国人打者においても最多本塁打記録である。また2003年から続くシーズン100打点を8年連続とし、王貞治の7年連続（1963年～1969年）を抜いてプロ野球新記録を樹立した。しかし、首位打者の青木宣親（ヤクルト）、シーズンMVPの和田一浩（中日）、シーズン安打数の日本新記録を挙げたマット・マートン（阪神）の3人に阻まれ、ベストナインには選出されなかった。打撃二冠のタイトルを獲得しながらベストナインに選ばれなかったのは1953年の藤村富美男・1960年の藤本勝巳・1981年のトニー・ソレイタに次いで四人目である。そして、このシーズンで自身4度目の年間120打点超えを記録した（これは松中信彦と並んで日本プロ野球歴代1位である）。
2011年5月1日に4番としての連続先発出場記録を416試合として松井秀喜が持つ415試合を抜き球団新記録を達成する。しかし7月13日の対阪神戦で受けた死球の影響で7月14日に先発から外れ、長野久義が4番で先発出場し、記録は469試合で途切れた。代打で途中出場したため連続試合出場は続いたが、翌日の試合では途中出場もなかったため連続試合出場は985試合で止まった。この記録は外国人選手としては歴代最長記録となった。8月5日、3回表に内野安打を放ち、NPB通算1793安打を記録。タフィ・ローズの1792安打を越え、歴代外国人選手の通算最多安打記録を更新した。シーズン成績は137試合、打率（.279）が巨人入団以来初めて3割を切り、打点（73）は連続100打点が8年で止まり、来日以来最低の数字となった。本塁打数（23）も来日以来最低の数字となり、打撃三部門で来日以来最低の記録となった。ただし、本塁打数はリーグ2位でチーム内では1位である。これは「飛ばないボール」（統一球）に変わったこともあり、セ・リーグの選手全体の本塁打数も減少したため、本塁打数に関しては決して不振とは言える数字ではなかった（最多は、ウラディミール・バレンティン（ヤクルト）の31本）。10月31日のクライマックスシリーズ・ファーストステージ終了をもって退団することを表明した。この年から導入された統一球によって本塁打が減少したことで大量得点を期待できず、いかに守備で失点を防いでいくかの戦いになったことでラミレスの守備難はネックとなった。お世辞にも上手い守備とは言えず、終盤は打順の降格だけでなく、スタメンを外れる試合もあった。ラミレス自身は打撃でチームに貢献したかったが、チームとしては守備面を重視する方針となっていたためチームにとって絶対的な存在ではなくなっていた。

### DeNA時代
2011年12月8日、横浜ベイスターズから改称したばかりの横浜DeNAベイスターズが獲得を発表し、同日に入団会見を行った。背番号はヤクルト時代と同じ3。
2012年はオープン戦での肉離れにより開幕スタメンこそ逃すも、4月4日より新チームの4番として定着。しばらくは調子が上がらない時期が続いたが、徐々に調子を上げると、7月5日にはNPB/MLB通算2000安打を達成（MLBで86安打・NPBで1914安打）。14日、外国人選手最高記録となる12年連続2桁本塁打を達成。7月にはDeNA移籍後初、通算9回目の月間MVPを受賞した。3球団で月間MVPを受賞するのは史上初。前年と同じ137試合の出場で打率は3割ちょうどだったが、規定打席に到達した年では初めて本塁打が20本未満となり、19本塁打に留まった。しかし、5月20日のロッテ戦においてビデオ判定の末にファウル判定となった本塁打性の打球を放っている。7分間をもかけてのビデオ判定であったが、仮にこれが本塁打として認定されていれば20本塁打到達となっていたはずだった。
2013年はトニ・ブランコの入団により5番に回る。4月6日の対ヤクルト戦（明治神宮野球場）で6回表に元チームメイトである石川雅規から左翼席へ弾丸ライナーで飛び込む本塁打を放ち、外国人枠で入団した選手としては史上初のNPB通算2000安打を達成した。しかし、巨人退団の要因となった守備難が顕著になってきたことに加え、特に2000安打を達成してからは打撃面でも精彩を欠いたことから、4月25日の対巨人戦を最後にスタメン落ち。その後は代打や交流戦での指名打者として出場していたが、代打には不慣れなこともあって結果を残せず、6月2日の日本ハム戦で本塁打を放ったのを最後に22打席連続凡退のまま、前半戦終了後の7月18日に来日13年目にして初の二軍降格となった。結局、来日1年目から12年連続で続けてきたシーズン100試合出場・規定打席到達・シーズン100安打・シーズン2桁本塁打の全てが途切れた。9月27日、戦力外通告を受けていたことが判明。10月2日、球団側が2014年シーズンは契約しないことを正式に発表した。この年は来日後最低の出場試合数56、打率.185、2本塁打、14打点に終わった。

### BCリーグ・群馬時代

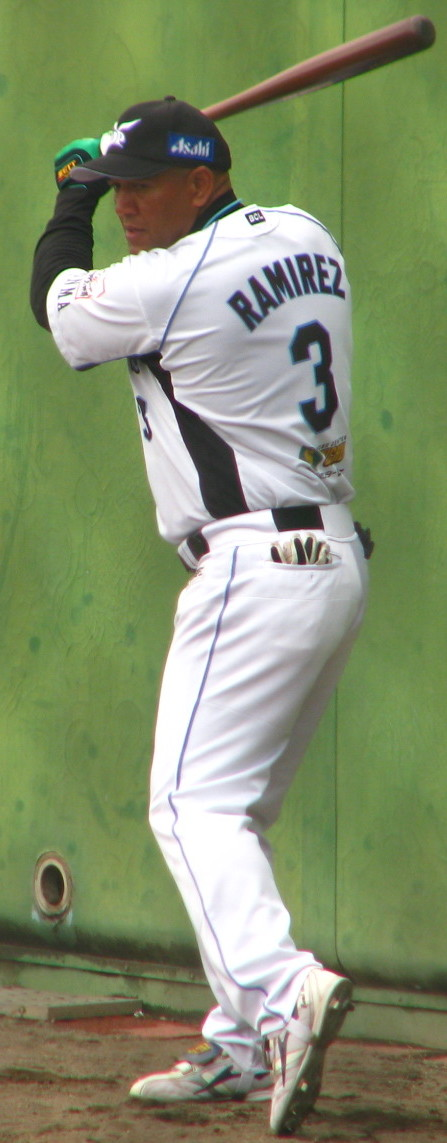
群馬ダイヤモンドペガサス時代
（2014年4月20日）

DeNAから戦力外通告を受けた後は、KOYO都市開発の社長に就任する一方で、NPBの他球団で現役生活を続けることを希望。好物の炭酸飲料を断つなど、例年以上に節制と自主トレーニングに努めることで、他球団からのオファーに備えていた。
2014年2月13日にベースボール・チャレンジ・リーグの群馬ダイヤモンドペガサスが、ラミレスを打撃コーチ兼任の外野手として入団させることを発表した。背番号はヤクルト・DeNA時代と同じ3。なお、打撃コーチ料を含めた推定年俸は、巨人時代の最高額（5億円）の100分の1に相当する500万円（選手としての月給にはリーグ規定上限額の40万円を適用）。また、ラミレスにNPB復帰への意向が強いことから、群馬との契約には「シーズン途中にNPBの球団から（ラミレスの）獲得を打診された場合には契約を解除できる」という旨の付帯条項が添えられた（なお、NPBの支配下選手登録の新規獲得可能期間は7月31日までである）。
入団した群馬では、「4番・指名打者」として5番カラバイヨとの強力クリーンナップを形成。4月にまたも西武が獲得を検討していると報道されたものの、契約は見送られた。6月23日に球団がラミレスの緊急帰国を発表。帰国に至った経緯として、「家族の病気療養に付き添うため」としている。その後、チームに再合流して7月11日の試合より一度復帰するも、同様の理由のため9月4日に球団が2回目の緊急帰国を発表した。2度目の帰国後は、復帰することなく、シーズンを終えた。シーズン通算では、45試合の出場で、打率.305、7本塁打、38打点。10月14日に、球団を通じて現役引退を表明した。

### 現役引退後

#### 群馬シニアディレクター・オリックス巡回アドバイザー時代
2014年10月29日から、群馬のシニアディレクターに就任した。就任後の11月9日に第1回トライアウトを視察して、年内限りとDeNAから戦力外通告を受けていた元チームメイトの伊藤拓郎を群馬に入団させるなど、編成面で手腕を発揮していた。
2015年4月3日にNPB時代の古巣、DeNA対ヤクルト戦（横浜スタジアム）の試合前に引退セレモニーが行われ、ファンや関係者に感謝の言葉を伝えた。
2015年6月22日からオリックス・バファローズと3か月間の契約を結び、同球団の巡回アドバイザーを兼務した。群馬で指導していたフランシスコ・カラバイヨとヨヘルミン・チャベスが相次いでオリックスへ移籍したことによる就任で、外国人選手のサポートを中心に、月に数回のペースで一・二軍を指導していた。
オリックスは2015年10月5日に、ラミレスと巡回アドバイザー契約を延長しないことを発表した。球団本部長の瀬戸山隆三は、契約期間の満了を機に別のポストへの就任をラミレスへ打診したところ、就任の辞退と退団の申し出があった、としている。

#### DeNA監督時代
2015年10月19日にDeNA球団がラミレスの一軍監督就任を発表した。同球団の監督に外国人が就任するのは前身の横浜大洋ホエールズと横浜ベイスターズ時代を含めても初めて。
現役時代に横浜DeNAベイスターズおよび前身球団に在籍していた人物が同球団の監督に就任するのは2004年に退任した山下大輔以来で、DeNA球団のOBとして監督に就任するのは球団史上初となる。
現役時から「日本のプロ野球で監督をやってみたい」と願っており、就任当時12球団で唯一CS出場実績がなかったことから80勝への願いを込めて背番号は80とし、「翌年優勝するために必要な数字」と語った。
2016年シーズンは5月3日時点で借金11と低迷するが、そこから15勝4敗1分の驚異的な巻き返しで5月28日に借金を完済し、シーズン3位で球団初のクライマックスシリーズへ進出した。1stステージで2位の巨人に2勝1敗で勝利してクライマックスシリーズ・ファイナルステージに進出したが、シーズン1位の広島に1勝4敗（広島に1勝のアドバンテージ含む）で敗れて日本シリーズ進出はならなかった。
2017年シーズンも3位でリーグ戦を終え、クライマックスシリーズへ進出。また、球団として16年ぶりの2年連続Aクラスとなった。3位が確定したのは10月1日の広島戦（横浜スタジアム。13 - 7で勝利）で、この日に1年契約で2018年シーズンの続投が決まった。クライマックスシリーズでは1stステージで2位の阪神に2勝1敗で勝利し、クライマックスシリーズ・ファイナルステージへ進出。シーズン1位の広島に4勝2敗（広島に1勝のアドバンテージ含む）で勝利し球団として19年ぶりの日本シリーズ進出を果たした。これにより、2010年代でセ・リーグはすべてのチームが1回は日本シリーズを経験することになった。またセ・リーグにおける外国籍監督の日本シリーズ出場は1987年の王貞治以来30年ぶりであった。日本シリーズではソフトバンクと戦い、2勝4敗に終わった。
2018年シーズンは先発投手陣の不調など誤算もあり優勝争いから早々と脱落し、クライマックスシリーズ争いにも敗れ4位に終わり、就任3年目で初めてAクラスを逃した。苦戦のシーズンであったが、得失点-70で4位を堅持しており、ラミレス監督の手腕を評価する声が上がった。同じシーズンから監督就任した巨人の監督高橋由伸、阪神の監督金本知憲は成績不振で3年目で辞任したが、ラミレスは4年目も続投が決まった。
2019年は開幕カードを監督就任後初めて2勝1敗で勝ち越したものの、4月16日の中日戦から28日の巨人戦まで2015年以来となる10連敗、5月3日の阪神戦から8日の巨人戦まで5連敗を喫するなど春先に大きく躓いた。しかし、毎年鬼門といわれるセ・パ交流戦を監督就任後初めて10勝7敗1分と勝ち越すなど持ち直し、前半戦を首位・巨人と9.5ゲーム差の2位で終える。後半戦に入ってからも7月19日の中日戦から引き分け1を挟んで7連勝するなど好調を維持。8月2日からの首位・巨人との直接対決に3連勝し、最大10.5あったゲーム差を0.5にまで縮めた。最後まで優勝争いに絡んだものの、9月21日の直接対決で巨人に敗れたことで優勝を逃す。同24日の中日戦に勝利し、シーズン2位を確定させ、2年ぶりのAクラス&クライマックスシリーズ進出が決まった。2位以上につけるのは最後に優勝した1998年以来で、2位自体は1997年以来22年ぶりだった。また、球団史上初めて、クライマックスシリーズを本拠地で開催することとなった（これにて12球団すべてが本拠地でクライマックスシリーズ主催経験を持つこととなった）。そのクライマックスシリーズでは3位の阪神と対戦したが、第1戦に6点差を逆転され、敗れるなど、苦戦を強いられ、第2戦こそ乙坂智のサヨナラ2点本塁打で勝利したものの第3戦では打線が湿ってしまい1点しか奪えず、1勝2敗で敗退した。DeNAがファーストステージで敗退するのは初めてである。しかし、南場智子オーナーから「優勝はできなかったけども、ここまで持ってくれたことは評価をしたい」と実績を評価され、翌年の2020年の続投が決まった。

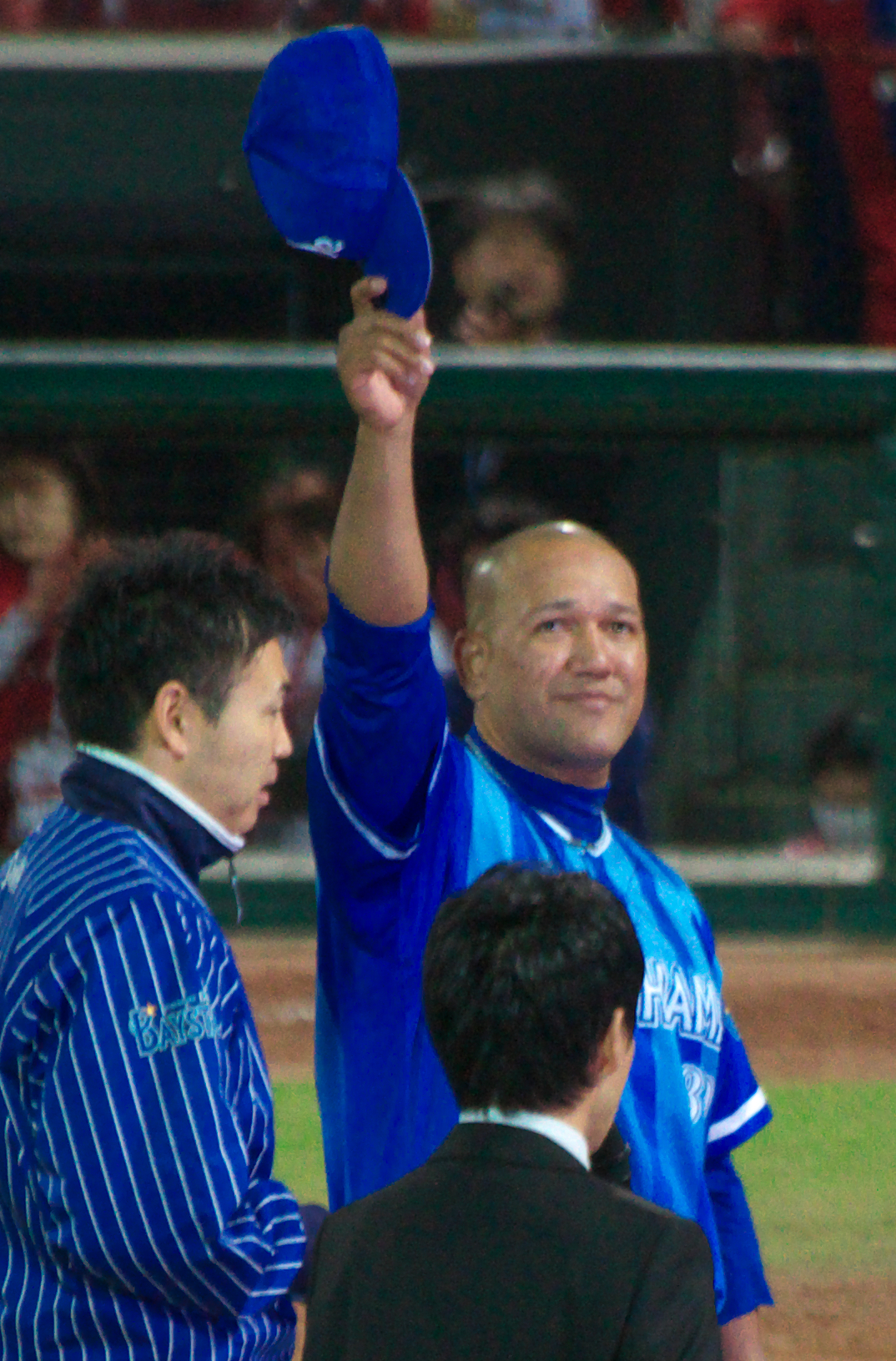
2017年10月24日 マツダスタジアムにて

2020年はMLBへ移籍した筒香嘉智に代わってキャプテン及び4番打者に指名した佐野恵太が台頭し、貯金1桁を保ちながら首位・巨人を追っていた。8月5日には球団史上3人目となる監督通算300勝を達成するも、直後に先発投手陣の中心だった今永昇太、平良拳太郎がそれぞれ長期離脱。さらに9月3日にはスペンサー・パットンをオープナーとして先発起用するも2回途中9失点と炎上し、巨人に3タテを喫して以降は優勝争いに絡むことが出来なかった。その後は勝率5割前後を保っていたが、10月23日にリーグ優勝の可能性が完全消滅すると、試合後に三原一晃球団代表に辞任を申し入れ、翌24日にシーズンいっぱいでの退任が発表された。11月5日の中日戦に敗れて2年ぶりのBクラスが確定、同14日のシーズン最終戦はサヨナラ勝ちで収め、56勝58敗6分の4位で終えた。

#### DeNA監督退任後
2020年11月14日、DeNA監督としての最終試合が行われた後、YouTuberとして最初の動画が公開された。所属事務所はサイバーエージェントグループの株式会社CV Projectで、タレント活動も行う。
2022年12月9日にアジアリーグアイスホッケーの横浜GRITSの共同代表に就任した。
2023年1月13日、プレーヤー部門で野球殿堂入り。NPBで外国人枠で入団した選手としてはエキスパート部門で殿堂入りしたランディ・バースと共に初の事例である。また、BCリーグでプレーした選手としては前年にプレイヤー部門で殿堂入りした高津臣吾に続いて2人目である。7月28日よりPrime Videoで配信される『相席食堂プライムビデオSP もし有名監督が相席食堂のディレクターだったら』にて、野球監督ではなく初めて番組ディレクターとして演出を手掛けた。9月、日本アイスホッケー連盟理事・広報委員長に就任。
カリブ海沿岸諸国のウィンターリーグ王者が集う国際大会 "カリビアンシリーズ" からの接触を受け、2024年5月にはJAPAN BREEZE合同会社（法人番号：6020003026101）を設立、同社の最高経営責任者と野球チーム "ジャパンブリーズ" の監督を兼務した。ジャパンブリーズは、NPB球団から戦力外通告を受けた選手や独立リーグの選手などで構成される。ラミレスは、20代後半でNPB球団に在籍していない選手がドラフトで指名されたり新たな契約を得たりするのが困難な状況を問題視しており、カリビアンシリーズで選手をスカウトの目に触れさせることがそのような選手のNPB復帰、あるいはMLB傘下やカリブ海沿岸国・地域の球団との契約のきっかけになればいいと考えていた。ジャパンブリーズは2025年1〜2月の第67回大会に招待され、日本勢として初めて出場したが、4戦全敗の最下位に沈み敗退した。

## 選手としての特徴

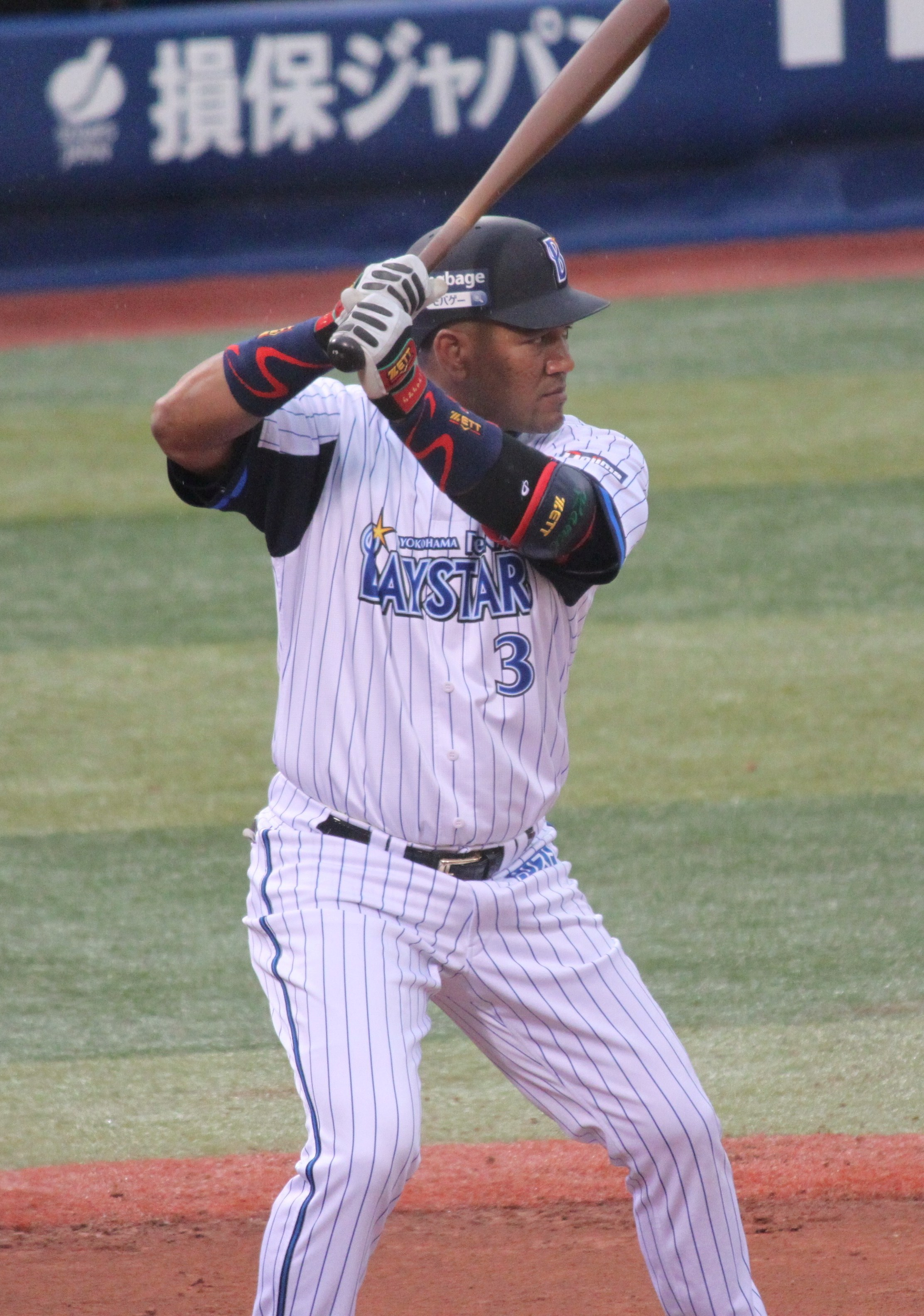
打席に立つラミレス
（2012年3月18日、横浜スタジアム）

現役時代は故障が少なく、長期離脱したことがほとんどなかった。2004年8月8日以降、2011年7月15日に欠場するまで全試合に出場。日本の外国人枠選手の連続出場試合記録（985試合連続出場）、日本人選手を含めても歴代8位の記録を保持している。

### 打撃
首位打者を1度、本塁打王を2度、打点王を4度、さらに最多安打を3度獲得するなど打撃に優れている。早打ちの傾向があり、2007年の初球打ちの打率は5割を超えたが、それゆえに四球が非常に少ない。2012年に至っては、シーズンの約3分の1を消化した6月14日の試合の183打席目でようやくシーズン初四球を記録するという有り様だった。ヤクルト時代は三振が多く、7年連続100三振以上を記録していた。しかし巨人移籍後は出場試合が多いながらも全てのシーズンで100を下回るようになった。
本塁打の凄さは落合博満からも認められていたが、それだけに「本塁打を狙わないで遠慮しながらやっているように見えた」ともいわれており、慎重なプレイをしていたとも言われている。
来日当初は典型的なプルヒッターだったが、2008年前後にはボールを手元まで呼び込んで外角球を捌くことができるようになった。追い込まれると右方向に流し打つ柔軟さも兼ね備える。球種的な弱点も少なく、巨人移籍以降2010年までの通算得点圏打率.347とチャンスに強い他、同じく通算対左打率.337と左投手にも強い。
逆方向に打つ打撃は巨人に移籍してからより成熟し、ある時に捕手寄りから投手寄りに打席で構えるようになってから変化球が曲がり切る前に打てるようになったと語っている。引退後の江川卓との対談では、江川も解説者としてラミレスのその工夫には気付かなかったと感心していた。
また、名球会入りした打者で唯一犠打を一度も記録していない（メジャー時代には通算2犠打を記録）。
ラミレス本人は「タフィー・ローズやアレックス・カブレラ、マット・マートン、ロベルト・ペタジーニのほうが野球の能力だけで言えば私以上の選手。私が長くプレーし、監督まで務められたのは、日本野球へのリスペクトや、オフ・ザ・フィールドの姿勢といった部分にあるのかなと思います」と述べている。

### 守備・走塁
前述の事情から日本では主に左翼手として起用されたが、守備範囲は非常に狭く、2010年には得点換算で両リーグワーストであった。
巨人時代の2009年シーズンオフに監督の原辰徳から一塁への挑戦を打診されたり、DeNAに移籍した直後にも監督の中畑清が「ラミレスに外野を守らせるという固定観念はない。一塁も考えている」と発言するなど、守備の負担が軽減される一塁へコンバートする案もたびたび出たが実現しなかった。
DeNA時代は余りの守備の衰えに酷評が相次いだが、里崎智也は「ずっと打ってたから守備何も言われなかったけど、守備ずっと一緒だよ?」と、ラミレスの元々の守備力を否定しており、野手の守備力の評価は打撃に付随するものだとの立場を示している。
走塁面は企図も含めて盗塁数が少なく、ベースランニングで手を抜くことが多いが、右打者ながら一塁到達4.2秒台前半を記録するなど走力は劣らない。200安打を達成した2007年は内野安打22本を記録し、200本目は三塁への内野安打であった。後年の鈍足のイメージとは異なり、2001年のころはかなりの俊足で内野安打を量産した。

## 監督・指導者としての特徴

### 監督観・チーム作り
DeNA監督としての就任会見（2015年10月）、及び、DeNA監督としてのインタビュー記事（2016年5月）において、自身の監督観、あるいは自身が目指すチーム作りにおいて、下記のことを述べている。
- 「ご存じの通り、若く将来有望な選手が多い中で、積極的な野球ができればと思っています。必要なときに積極性を出し、個々の選手が力を合わせて協力して、みんなが1つの目標に向かっていければいいと思います」[91]
- 「できるだけ多くのコミュニケーションを選手ととれる監督になりたいと思います。同時に積極性をもって、多くの選手にいろいろ教えたいと思います。野球は身体的なものよりメンタルな面が大事だと思いますので、そういうところも含めて指導していけたらと思います」[91]
- 「監督は選手より有名になるべきじゃないというのが、僕の持論。選手が注目されるべきだと思うんだ。監督はゲームに集中して、必要以上に目立ったパフォーマンスをしない」[92]

試合終了後の監督会見、選手に対する日々のミーティング、各種メディアにおけるインタビューにおいて、下記のことを折に触れて述べている。
- 「凡事徹底」（基本的なこと、当たり前のことを徹底的に大切にする）[93]
- 「どう始まるかより、どう終わるかが大事だ」（試合が終わった瞬間から、次の試合に対しての準備が始まる）[94]
- 「Tomorrow is Another Day.」（明日は明日、また頑張ります）[95]
- 「That happens.」（そういうこともある。終わったことは気にしない）[95]
- 「Cross the Line.」（線を越えろ。一度でもその線を越えれば風景が、意識が変わる）[95]

また、下記のように、中長期的な視点を意識したコメントも、しばしば発信している。
- 「経験がこのチームをより一層、強くしていくと思う」（2016年10月、クライマックスシリーズファイナルステージで広島に1勝4敗で敗退が決まったことを受けての、シーズン終了会見にて）[96]
- 「最後の20試合が重要だと多くの監督が言うが、首位とのゲーム差が10ゲーム以上あることを考えれば、残り20試合では追いつけない。『残り20試合の時点でどういう状態にチームを持って行くか』が最も重要だ」（2016年7月、オールスターを終えてシーズン後半戦を迎えるにあたってのコメントにて）[97]

チームの一体感を生み出す「雰囲気作り」を重要視すること、基本的なことを大切にする重要性、前向きなメッセージを常に発信し続けること、を通して「（選手を）やる気にさせてくれた。それがあってこそ、選手全員が自信をもってできたと思う」（筒香嘉智）という効果をもたらし、監督就任1年目の2016年、DeNAを球団史上初のクライマックスシリーズ進出に導いた。この年のDeNAは選手の年俸総額が12球団で最下位であった。
一方で就任以来初めてAクラスを逃した2018年シーズン終了後には、コーチ陣との意思疎通をしないで独断で選手起用や作戦指示をしていたことを明かし、コーチ陣に対して異例の謝罪をした。当時一軍総合コーチとしてラミレスと現場を共にした青山道雄は2017年の記事で「自分の信念を貫く監督です。とにかく選手たちを強く信頼していて、そういった部分では頑固者かもしれません。バントをしないなど、いろいろと批判を受けましたが、ラミレス監督はそれを承知の上で、データに基づいて采配しています」と語っていた。また、2019年シーズン中の取材には「でも、（試合中に）ベンチ内でゆっくり会話なんかしている時間はないわけですよ」「いろいろな話をするけど、瞬時の判断は任せている。だから、コミュニケーションは量の問題じゃない。（コーチたちの）意見をどう解釈してどう決めていくかは監督だから」と回答していた。

### 采配面
采配はデータに基づく緻密な「分析野球」の傾向が強いが、「情に厚い」面もある。DeNAの功労者である三浦大輔は引退試合で先発起用して7回途中まで登板させた。2016年シーズンの山﨑康晃、梶谷隆幸、ホセ・ロペスなど主力と位置付けているが不調に苦しむ選手は、復調を信じて辛抱強く起用し続けて「スランプは誰しもがある。大きなスランプの後には大きな波がくる。自分の現役時代の経験でもそうだった」と述べている。その後も2019年シーズンの宮崎敏郎、2020年シーズンのタイラー・オースティンなどが辛抱強く起用し続けた例として挙げられ、彼らは後に復調している。
また、佐野恵太の才能を見出したことでも知られる。佐野はドラフト9位という最下位指名だったが、1年目には開幕一軍に起用、2年目以降は代打として一軍に定着させた。4年目の2020年にはキャプテン及び4番打者に指名、佐野はその年首位打者を獲得して飛躍を果たした。
自身の現役時代の経験から「外国人選手のメンタルケアは監督の大きな仕事」と考えており、「ここ日本では、全てやり方が違う。メンタルも全くも違う。野球は野球で同じだけど、全く違うやり方なんだ。僕らは日本の野球に合わせなければならない。そんな中で大事なのは、そういうことをきっちり伝えるコミュニケーションだね。新しく入ってきた選手とは必ず、日本での違いについて話をするようにしている」と述べている。
自身の形に拘らない柔軟性もあり、就任当初は梶谷を2番打者として起用することをチームの基軸の一つとしていたが、チーム状況や梶谷自身の状態に応じて起用法を変化させ、2016年シーズンはレギュラーシーズンで梶谷の2番打者起用は8試合であった。この年の梶谷は107試合に出場して最多は3番としての47試合で、ポストシーズンは出場7試合中5試合で2番打者として起用された。
攻撃面では、就任当初から盗塁や犠打の増加を画策していたが、最終的には俊足でない強打者が揃うチーム事情を考えてスモールベースボールを断念している。在任期間中のチーム犠打数は全ての年でリーグ最少で、盗塁数もリーグ最下位を3度(17年、19年、20年)記録している。
打順に関しては、2017年からは投手を8番、倉本寿彦ら勝負強さのある野手を9番に置く独自の打線を形成した。一般的には走力のない捕手などを8番、投手を9番に置くが、「俊足ではない8番の野手が出塁しても、9番の投手の犠打でダブルプレーになるリスクが高い。それなら最初から8番に投手、9番に野手を置いて、トップ打者に良い流れでつないだほうが得点の可能性は広がる。」という持論を根拠としている。「8番・投手」の犠打の確率を向上させるため、7番には出塁能力と俊足を兼ね備えた選手を置いた。また打順が多く回ることや、出塁した野手の9番打者をホームに返す意図から、2番打者には梶谷、ネフタリ・ソト、筒香嘉智、オースティンといった強打者を配置することも多かった。
捕手起用への拘りも強い。就任当初の練習試合や2018年にはベンチからラミレス自身が試合中に配球を指示していた。更に試合序盤に「流れを変えるため」などの理由でバッテリーではなく先発捕手のみを交代することも度々あった。また、データとして「バッテリー毎の防御率」を重視し2020年は前年最も出場していた伊藤光を「マスクをかぶった時の防御率が悪い」事を理由に二軍へ降格させたほか、打率.327と打撃好調だった嶺井博希ではなく打率.212の戸柱恭孝を正捕手として起用した。戸柱に関しては監督退任後も能力を高く評価する発言が見受けられる。
先発投手には故障離脱のリスクから完投勝利を求めず、「基本的には1試合で100球以上投げさせるべきではない」「5回までしっかりと投げてくれれば合格だ」と自著で述べている。先発が好投していても100球に到達する前に交代させることもあった。また、監督後期には先発投手に故障者が続出したこともあって試合序盤の短いイニングを中継ぎに任せるオープナーを採用した(正確にはブルペンデー)。
先発投手の交代判断が早いことや、イニング途中での継投を好んだことも起因し救援投手の登板数は毎年多かった。2017年は山崎康晃、三上朋也、砂田毅樹、パットン、田中健二朗の5人が60試合以上登板し、2018年は砂田が、2019年はエドウィン・エスコバーと三嶋一輝が70試合以上登板した。小刻みな継投策は各紙から「マシンガン継投」とも評された。一方で2017年のCSファイナルステージでは先発の今永昇太、濱口遥大を中継ぎに回した継投策が功を奏し、チームを19年ぶりの日本シリーズ出場へ導いている。
また、在任期間中全ての年で「12球団最多故意四球」を記録した。申告敬遠が導入されると急増し、導入初年度の2018年には前年の14敬遠の4倍となる56敬遠を記録した。
監督としての通算成績は692試合で336勝337敗19分、勝率.499。通算336勝は別当薫、三原脩に次いで球団3位、3度のAクラス入りも別当、三原、権藤博に次ぐ球団4人目の快挙だった。在任中はセ・リーグ4球団から勝ち越した一方で、阪神タイガースには通算44勝74敗6分と苦戦し続けた。2020年のトークショーでは 「毎回、阪神のことを話すと悪夢がよみがえる」と苦笑いを浮かべた。

## 人物
愛称は「ラミちゃん」。座右の銘は「仕方がない」。
生年月日は公称で1974年10月3日だが、自身も母も本当の生年月日を知らない。ラミレスは「これは（生まれ故郷の）ベネズエラではよくある話」と断りを入れつつも「当時はお金で戸籍が買えたから、本人が15歳と言えばそうなったんだ。お金で解決できたので、こういうことはよく起こっていた」としている。
ベネズエラ出身で母語はスペイン語（厳密にはベネズエラ・スペイン語）だが、マスコミ向けのインタビューには通訳を通して英語で答えている。スペイン語は熱き星たちよの2019年・2020年バージョンで披露している。
日本語はメディアの前で披露することは少ないが、選手とのコミュケーションは可能でT-岡田が「今まで考えていなかったことに気づかせてくれた。日本語も上手だし、わかりやすい」と評している。また監督就任時の挨拶で「フィールド上では、日本語を使いたいと思っています。みなさんが思っているよりも日本語が話せますので！ もし、フィールド場で私が笑顔で話して、選手が笑顔で返していたら、コミュニケーションができるということなので！」「戦略や細かいことなどは、通訳を通していきたいと思います。」と語っていた。
ヤクルト時代は髭がトレードマークだったが、巨人では原則ヒゲが禁止されているため、移籍した際に剃り落とした。髭を剃ることに慣れたのか、横浜DeNAに移籍後に再び髭を生やすようなことはなかったが、監督就任後、2020年シーズンより再び生やすようになっている。
「試合を支配する要素の70％はメンタリティー、残り30％がフィジカル」との考え方を持っている。また、メンタリティーの強化のためには「相手を研究し準備する」ことが不可欠であると考えており、そのためシーズン中は試合前に過去の試合のDVD、試合後にはその日の自分の打席のDVDを観ることを日課にしていた。過去のDVDを観る際は主に「得点圏に走者がいるときのバッテリーの配球」に主眼を置くとのことで、特に来日してからは、捕手が配球の主導権を握る日本野球のスタイルに合わせ、「捕手を中心に研究する」ようになったという。このような自らの意識から「日本の選手はフィジカル面ばかりでなく、もう少しメンタリティーに重きを置いてもいいのではないか」とも感じているという。
2010年代以降は、球団を問わず後輩選手にアドバイスしている。特にウラディミール・バレンティン、長野久義、石川雄洋らと頻繁に情報交換を行っている。
2013年2月に、東京・西麻布にプエルトリコ料理のレストラン『ラミちゃんカフェ』を開店した。実際の店舗運営は妻に任せるものの、本人も時折店を訪れ来店客に挨拶したりしていたが、店名変更などを経て2014年9月に閉店した。
口癖は「マタ明日ガンバリマス」。2000安打達成後の記者会見ではジャイアンツ時代からの通訳担当者を労うコメントもしている
巨人退団の要因としては守備難だったが、打撃成績は悪くなかった。巨人退団年となる2011年は前述のように3割30本100打点を逃し、主力打者として物足りない数字ではあるものの、特別不振というほどの数字ではなかった。日本の他球団から巨人に移籍してきた選手の中で、年単位の不振はなく、巨人退団年の数字も特別悪い数字を残さなかった数少ない選手であった。
尊敬する人物として、若松勉、原辰徳、古田敦也を挙げている。また、ベネズエラ時代に自身に野球を教えたトマス・ガルシアが恩師であるという。選手、指導者を通しての野球人生において、「ポジティブに生きる」「リスペクト」を座右の銘としているが、これはガルシアの教えがもとになっているという。
2018年1月22日に、日本国籍取得のため、帰化申請を手続きしており年内に許可が下りる見込みと報じられ、「これまで日本でいろんな人に支えられて多くのことを学び、今の自分がある。日本のことや人々を愛しており、お返しや貢献をしたいと考えて日本人になることにした」と説明し、帰化後の夢として「監督など指導者として日本代表のユニフォームを着たい」と語った。書類不備があり許可に時間がかかっていたが、2019年1月23日、日本国籍を取得した。
まだ筒香がメジャー挑戦をほのめかしていた段階の2019年2月、沖縄・宜野湾春季キャンプでラミレスは「彼はメジャーでは厳しいだろうね。どうして？彼はインコース寄りの速いボール、強いボールが打てないんだ。メジャーではあの辺りのボールが打てないと相当厳しいよ」と筒香のメジャー挑戦失敗（2022年シーズン終了時点）を予言するようなコメントを残した。
ゴルフを嗜んでおり、名球会入りする10年前から始めた。

### パフォーマンス
現役時代、本塁打を打った際やヒーローインタビューの際に、パフォーマンスを行うことで知られた。芸人の芸を取り入れたパフォーマンスが人気だった。他の選手がHRを打った際は、互いに肘を曲げ合い、スタンド方向を指差すなど独特のハイタッチで応じることが多かった。本塁打ではベンチ前でチームメイトとハイタッチを交わした後、ベンチ脇のテレビカメラ前でコミカルなアクションを披露する。特にホームゲームでは、球団マスコット（ヤクルト：つば九郎、巨人：ジャビット）とコンビでアクションを行うほか、本塁打や適時打でチームに貢献した場合、直後に守備に就く際にもファンの声援に応え、パフォーマンスを交えてお辞儀や敬礼で感謝の意を伝えている。
パフォーマンスには毎年モデルチェンジが加えられ、シーズン前にファンからパフォーマンス内容を募集していたこともある。またヒーローインタビューなどの際にパフォーマンスを行う際、開始前に「1、2、3（イチ、ニー、サン）」と日本語によるカウントアップを行うことがある。2011年3月11日に東日本大震災が発生した後のシーズンは、中継のカメラなどを通して「We are One ! ガンバレ！ニッポン！」と手話を交えながらエールを送る姿が報道され好評を博した。
本人によると、元々はキャンプ中にロッカールームで選手数人が互いに「アイーン」をやって遊んでいたのを目撃した際に、同僚だった度会博文から「お前もやってみろ」と言われ、その日の練習中に数人の子供の前でやってみたところ、大変好評だったのがきっかけだという。メジャーリーグでは選手が試合中にパフォーマンスを行うことは相手を挑発しているように受け取られるため、通訳などに相談したところ「日本では問題ない」と言われたため、積極的にパフォーマンスを行うようになったという。その後もパフォーマンスを続けている理由としては、「野球のことをよく知らない小さな子供が『アイーン』『ゲッツ』として自分のことを覚えてくれるのが嬉しい」ことを挙げている。
ラミレスのパフォーマンスが定着したために、ダンディ坂野のように元ネタの演者の方が「ラミレスのまね」と思われる逆転現象も起きた。
コーチ・監督就任時は、立場上の観点からパフォーマンスを控えている。

### 家族
プライベートでは、14歳年上の女性と来日前に結婚し、来日後は巨人時代の2009年にベスト・ファーザー イエローリボン賞（プロ野球部門）の1人に選出されるなど、家族を大切にすることで知られていた。現役引退後の2014年5月から家族と別居して11月に当時の妻がその事実をFacebookで公表した。双方の協議を経て2015年3月に離婚が成立した。
同年4月23日に7歳年下の日本人女性と再婚。2016年初頭に再婚女性との間に誕生した息子がダウン症であることを公表。2018年には知的障害をもつ若者に寄付されるLINEスタンプを発売するなど社会活動に力を入れており、2019年にはその息子が「スペシャル・ビューティー・ジャパン」親善大使に就任している。2021年10月19日、「イクメン オブ ザ イヤー2021」のイクメンスポーツレジェンド部門を受賞。
2005年から2007年に東京ヤクルトスワローズ、2008年にILリーグ・高知ファイティングドッグスに所属したアレックス・ラミレス・ジュニアは義理の息子（前妻の連れ子）。2015年からBCリーグ・群馬ダイヤモンドペガサスに所属しているラミレス・ヨンデルは甥（実兄の息子）。

## 詳細情報

### 年度別打撃成績
| 年 度     | 球 団     | 試 合 | 打 席 | 打 数 | 得 点 | 安 打 | 二 塁 打 | 三 塁 打 | 本 塁 打 | 塁 打 | 打 点 | 盗 塁 | 盗 塁 死 | 犠 打 | 犠 飛 | 四 球 | 敬 遠 | 死 球 | 三 振 | 併 殺 打 | 打 率 | 出 塁 率 | 長 打 率 | O P S |
| --------- | --------- | ----- | ----- | ----- | ----- | ----- | -------- | -------- | -------- | ----- | ----- | ----- | -------- | ----- | ----- | ----- | ----- | ----- | ----- | -------- | ----- | -------- | -------- | ----- |
| 1998      | CLE       | 3     | 8     | 8     | 1     | 1     | 0        | 0        | 0        | 1     | 0     | 0     | 0        | 0     | 0     | 0     | 0     | 0     | 3     | 0        | .125  | .125     | .125     | .250  |
| 1999      | CLE       | 48    | 102   | 97    | 11    | 29    | 6        | 1        | 3        | 46    | 18    | 1     | 1        | 1     | 0     | 3     | 0     | 1     | 26    | 1        | .299  | .327     | .474     | .801  |
| 2000      | CLE       | 41    | 117   | 112   | 13    | 32    | 5        | 1        | 5        | 54    | 12    | 1     | 0        | 0     | 0     | 5     | 0     | 0     | 17    | 3        | .286  | .316     | .482     | .798  |
| 2000      | PIT       | 43    | 123   | 115   | 13    | 24    | 6        | 1        | 4        | 44    | 18    | 1     | 0        | 1     | 0     | 7     | 2     | 0     | 32    | 6        | .209  | .254     | .383     | .637  |
| '00計     | PIT       | 84    | 240   | 227   | 26    | 56    | 11       | 2        | 9        | 98    | 30    | 2     | 0        | 1     | 0     | 12    | 2     | 0     | 49    | 9        | .247  | .285     | .432     | .716  |
| 2001      | ヤクルト  | 138   | 547   | 510   | 60    | 143   | 23       | 0        | 29       | 253   | 88    | 1     | 2        | 0     | 5     | 27    | 0     | 5     | 132   | 11       | .280  | .320     | .496     | .816  |
| 2002      | ヤクルト  | 139   | 569   | 539   | 65    | 159   | 25       | 0        | 24       | 256   | 92    | 0     | 4        | 0     | 4     | 22    | 6     | 4     | 146   | 10       | .295  | .325     | .475     | .800  |
| 2003      | ヤクルト  | 140   | 614   | 567   | 105   | 189   | 34       | 3        | 40       | 349   | 124   | 4     | 6        | 0     | 7     | 34    | 6     | 6     | 104   | 14       | .333  | .373     | .616*    | .988  |
| 2004      | ヤクルト  | 129   | 557   | 525   | 79    | 160   | 30       | 2        | 31       | 287   | 110   | 2     | 0        | 0     | 2     | 23    | 1     | 7     | 118   | 22       | .305  | .341     | .547     | .888  |
| 2005      | ヤクルト  | 146   | 629   | 596   | 70    | 168   | 19       | 1        | 32       | 285   | 104   | 5     | 1        | 0     | 3     | 23    | 5     | 7     | 121   | 13       | .282  | .315     | .478     | .793  |
| 2006      | ヤクルト  | 146   | 636   | 603   | 79    | 161   | 28       | 2        | 26       | 271   | 112   | 0     | 0        | 0     | 10    | 19    | 1     | 4     | 104   | 28       | .267  | .289     | .449     | .739  |
| 2007      | ヤクルト  | 144   | 628   | 594   | 80    | 204   | 41       | 3        | 29       | 338   | 122   | 0     | 0        | 0     | 5     | 23    | 3     | 6     | 106   | 14       | .343  | .371     | .569     | .940  |
| 2008      | 巨人      | 144   | 600   | 548   | 84    | 175   | 28       | 0        | 45       | 338   | 125   | 1     | 0        | 0     | 3     | 39    | 9     | 10    | 90    | 20       | .319  | .373     | .617     | .990  |
| 2009      | 巨人      | 144   | 608   | 577   | 66    | 186   | 35       | 0        | 31       | 314   | 103   | 4     | 3        | 0     | 6     | 21    | 4     | 4     | 88    | 12       | .322  | .347     | .544     | .891  |
| 2010      | 巨人      | 144   | 606   | 566   | 93    | 172   | 28       | 0        | 49       | 347   | 129   | 1     | 2        | 0     | 7     | 21    | 1     | 12    | 98    | 14       | .304  | .338     | .613     | .951  |
| 2011      | 巨人      | 137   | 515   | 477   | 39    | 133   | 12       | 1        | 23       | 216   | 73    | 2     | 1        | 0     | 5     | 30    | 1     | 3     | 72    | 9        | .279  | .322     | .453     | .775  |
| 2012      | DeNA      | 137   | 504   | 476   | 40    | 143   | 25       | 0        | 19       | 225   | 76    | 0     | 0        | 0     | 3     | 18    | 1     | 7     | 60    | 18       | .300  | .333     | .473     | .806  |
| 2013      | DeNA      | 56    | 139   | 130   | 6     | 24    | 0        | 0        | 2        | 30    | 14    | 0     | 0        | 0     | 1     | 8     | 0     | 0     | 20    | 7        | .185  | .230     | .231     | .461  |
| MLB：3年  | MLB：3年  | 135   | 350   | 332   | 38    | 86    | 17       | 3        | 12       | 145   | 48    | 3     | 1        | 2     | 0     | 15    | 2     | 1     | 78    | 10       | .259  | .293     | .437     | .730  |
| NPB：13年 | NPB：13年 | 1744  | 7152  | 6708  | 866   | 2017  | 328      | 12       | 380      | 3509  | 1272  | 20    | 19       | 0     | 61    | 308   | 38    | 75    | 1259  | 192      | .301  | .336     | .523     | .859  |

- 各年度の太字はリーグ最高
- 2003年は規定打席到達者の中でリーグ1位。この年はロベルト・ペタジーニが規定打席に20打席不足していたが、20打席分を凡打と仮定しても、長打率.644でラミレスを上回る。そのため、公認野球規則10.22(a)（当時は10.23(a))より、ペタジーニがリーグの最高長打率打者となる。

### 年度別守備成績
MLB
| 年 度 | 球 団 | 一塁（1B） | 一塁（1B） | 一塁（1B） | 一塁（1B） | 一塁（1B） | 一塁（1B） | 中堅（CF） | 中堅（CF） | 中堅（CF） | 中堅（CF） | 中堅（CF） | 中堅（CF） | 左翼（LF） | 左翼（LF） | 左翼（LF） | 左翼（LF） | 左翼（LF） | 左翼（LF） | 右翼（RF） | 右翼（RF） | 右翼（RF） | 右翼（RF） | 右翼（RF） | 右翼（RF） |
| 年 度 | 球 団 | 試 合      | 刺 殺      | 補 殺      | 失 策      | 併 殺      | 守 備 率   | 試 合      | 刺 殺      | 補 殺      | 失 策      | 併 殺      | 守 備 率   | 試 合      | 刺 殺      | 補 殺      | 失 策      | 併 殺      | 守 備 率   | 試 合      | 刺 殺      | 補 殺      | 失 策      | 併 殺      | 守 備 率   |
| ----- | ----- | ---------- | ---------- | ---------- | ---------- | ---------- | ---------- | ---------- | ---------- | ---------- | ---------- | ---------- | ---------- | ---------- | ---------- | ---------- | ---------- | ---------- | ---------- | ---------- | ---------- | ---------- | ---------- | ---------- | ---------- |
| 1998  | CLE   | -          | -          | -          | -          | -          | -          | -          | -          | -          | -          | -          | -          | 2          | 4          | 0          | 0          | 0          | 1.000      | 1          | 1          | 0          | 1          | 0          | .500       |
| 1999  | CLE   | -          | -          | -          | -          | -          | -          | 1          | 1          | 0          | 0          | 0          | 1.000      | 5          | 6          | 0          | 0          | 0          | 1.000      | 23         | 15         | 1          | 2          | 0          | .889       |
| 2000  | CLE   | -          | -          | -          | -          | -          | -          | 1          | 1          | 0          | 0          | 0          | 1.000      | 15         | 18         | 1          | 0          | 0          | 1.000      | 16         | 25         | 0          | 1          | 0          | .962       |
| 2000  | PIT   | 1          | 0          | 0          | 0          | 0          | .---       | -          | -          | -          | -          | -          | -          | -          | -          | -          | -          | -          | -          | 31         | 55         | 1          | 3          | 0          | .949       |
| '00計 | PIT   | 1          | 0          | 0          | 0          | 0          | .---       | 1          | 1          | 0          | 0          | 0          | 1.000      | 15         | 18         | 1          | 0          | 0          | 1.000      | 47         | 80         | 1          | 4          | 0          | .953       |
| MLB   | MLB   | 1          | 0          | 0          | 0          | 0          | .---       | 2          | 2          | 0          | 0          | 0          | 1.000      | 22         | 28         | 1          | 0          | 0          | 1.000      | 71         | 96         | 2          | 7          | 0          | .933       |

NPB
| 年 度 | 球 団    | 外野  | 外野  | 外野  | 外野  | 外野  | 外野     |
| 年 度 | 球 団    | 試 合 | 刺 殺 | 補 殺 | 失 策 | 併 殺 | 守 備 率 |
| ----- | -------- | ----- | ----- | ----- | ----- | ----- | -------- |
| 2001  | ヤクルト | 137   | 176   | 9     | 6     | 0     | .969     |
| 2002  | ヤクルト | 139   | 227   | 9     | 4     | 0     | .983     |
| 2003  | ヤクルト | 140   | 220   | 10    | 6     | 2     | .975     |
| 2004  | ヤクルト | 129   | 175   | 8     | 4     | 1     | .979     |
| 2005  | ヤクルト | 146   | 218   | 6     | 3     | 1     | .987     |
| 2006  | ヤクルト | 134   | 205   | 8     | 5     | 0     | .977     |
| 2007  | ヤクルト | 132   | 184   | 4     | 2     | 0     | .989     |
| 2008  | 巨人     | 134   | 171   | 2     | 4     | 0     | .977     |
| 2009  | 巨人     | 133   | 147   | 2     | 6     | 0     | .961     |
| 2010  | 巨人     | 132   | 150   | 5     | 4     | 0     | .975     |
| 2011  | 巨人     | 120   | 119   | 3     | 3     | 0     | .976     |
| 2012  | DeNA     | 118   | 126   | 1     | 3     | 0     | .977     |
| 2013  | DeNA     | 22    | 29    | 2     | 2     | 1     | .939     |
| NPB   | NPB      | 1616  | 2147  | 69    | 52    | 5     | .977     |

### タイトル
NPB
- 首位打者：1回（2009年）
- 本塁打王：2回（2003年、2010年）
- 打点王：4回（2003年、2007年、2008年、2010年）
- 最多安打：3回（2003年、2007年、2009年）

### 表彰
NPB
- 最優秀選手：2回（2008年、2009年）2年連続受賞記録はセ・リーグ最多タイ記録[175]
- ベストナイン：4回（外野手部門：2003年、2007年、2008年、2009年）
- 月間MVP：9回（打者部門：2003年4月、2004年9月、2007年7月 - 9月、2008年5月、2009年8月、2010年5月、2012年7月）※歴代3位、セ・リーグ最多
- オールスターゲームMVP：1回（2007年 第1戦）
- オールスターゲーム・ベストバッター賞：1回（2009年第1戦）
- ホームランダービー優勝：1回（2008年第2戦）
- セ・リーグクライマックスシリーズMVP：1回（2008年）
- 日本シリーズ敢闘選手賞：1回（2008年）
- 東京ドームMVP：1回（2010年）
- セ・リーグ 連盟特別表彰：1回（連盟特別賞：2010年[注 11]）
- セ・リーグ会長特別賞：1回（2007年）
- 優秀JCB・MEP賞：1回（2007年）
- ベスト・ファーザー イエローリボン賞 in 「プロ野球部門」（2009年）
- 野球殿堂プレーヤー表彰（2023年[176][177]）

### 記録

#### NPB
節目の記録
- 100本塁打：2004年6月5日、対読売ジャイアンツ10回戦（明治神宮野球場）、9回裏に岡島秀樹から左中間越2ラン ※史上234人目
- 150本塁打：2005年8月19日、対阪神タイガース15回戦（明治神宮野球場）、1回裏に下柳剛から左越2ラン ※史上137人目
- 1000安打：2007年4月21日、対中日ドラゴンズ5回戦（明治神宮野球場）、3回裏に吉見一起から左前安打 ※史上244人目
- 200本塁打：2007年8月19日、対読売ジャイアンツ8回戦（東京ドーム）、4回表に金刃憲人から中越ソロ ※史上89人目
- 1000試合出場：2008年4月18日、対広島東洋カープ1回戦（広島市民球場）、「5番・左翼手」で先発出場 ※史上425人目
- 250本塁打：2008年9月17日、対横浜ベイスターズ22回戦（横浜スタジアム）、3回表に三浦大輔から右越ソロ ※史上53人目
- 1500安打：2009年8月26日、対中日ドラゴンズ17回戦（ナゴヤドーム）、5回表に川井雄太から中前安打 ※史上104人目
- 1000三振：2009年9月20日、対東京ヤクルトスワローズ22回戦（明治神宮野球場）、2回表に由規から ※史上47人目
- 1000打点：2010年4月10日、対中日ドラゴンズ2回戦（東京ドーム）、8回裏に鈴木義広から左越満塁本塁打 ※史上37人目
- 300本塁打：2010年5月15日、対千葉ロッテマリーンズ1回戦（東京ドーム）、5回裏に成瀬善久から左越ソロ ※史上36人目
- 3000塁打：2010年9月19日、対阪神タイガース21回戦（阪神甲子園球場）、4回表に福原忍から中前安打 ※史上70人目
- 1500試合出場：2011年8月14日、対広島東洋カープ15回戦（東京ドーム）、「4番・左翼手」で先発出場 ※史上170人目
- 350本塁打：2011年8月24日、対阪神タイガース17回戦（東京ドーム）、4回裏に能見篤史から中越ソロ ※史上26人目
- 2000安打：2013年4月6日、対東京ヤクルトスワローズ2回戦（明治神宮野球場）、6回表に石川雅規から左越ソロ ※史上42人目（外国人選手枠で入団した選手としては初）
- 3500塁打：2013年5月17日、対北海道日本ハムファイターズ1回戦（横浜スタジアム）、9回表に鶴岡一成の代打として出場、武田久から右前安打 ※史上27人目

その他の記録
- シーズン200安打以上：1回（2007年）※史上3人目、外国人選手・右打者では史上初
- シーズン204安打（2007年）※歴代6位
- 9年連続シーズン150安打以上（2002年 - 2010年）※NPB記録
- シーズン150安打以上：9回（2002年 - 2010年）※歴代3位タイ
- 8年連続シーズン100打点以上（2003年 - 2010年）※NPB記録
- シーズン100打点以上：8回（2003年 - 2010年）※歴代2位
- シーズン120打点以上：4回（2003年、2007年、2008年、2010年）※NPBタイ記録
- 通算0犠打 ※史上2番目に多い通算7152打席での記録[178]
- オールスターゲーム出場：8回（2002年、2003年、2007年 - 2012年）

#### NPB / MLB通算
節目の記録
- 300本塁打：2010年4月1日、対横浜ベイスターズ3回戦（横浜スタジアム）、2回表にスティーブン・ランドルフから左越満塁
- 350本塁打：2011年4月15日、対広島東洋カープ1回戦（MAZDA Zoom-Zoom スタジアム広島）、1回表にディオーニ・ソリアーノから左越3ラン
- 2000安打：2012年7月5日、対読売ジャイアンツ8回戦（横浜スタジアム）、5回裏にディッキー・ゴンザレスから右中間二塁打

### 独立リーグでの打撃成績
| 年 度     | 球 団     | 試 合 | 打 数 | 得 点 | 安 打 | 二 塁 打 | 三 塁 打 | 本 塁 打 | 打 点 | 三 振 | 四 球 | 死 球 | 犠 打 | 犠 飛 | 盗 塁 | 失 策 | 併 殺 打 | 打 率 | 出 塁 率 | 長 打 率 | O P S |
| --------- | --------- | ----- | ----- | ----- | ----- | -------- | -------- | -------- | ----- | ----- | ----- | ----- | ----- | ----- | ----- | ----- | -------- | ----- | -------- | -------- | ----- |
| 2014      | 群馬      | 45    | 190   | 33    | 58    | 13       | 1        | 7        | 38    | 23    | 8     | 0     | 0     | 4     | 0     | 0     | 6        | .305  | .327     | .605     | .932  |
| 通算：1年 | 通算：1年 | 45    | 190   | 33    | 58    | 13       | 1        | 7        | 38    | 23    | 8     | 0     | 0     | 4     | 0     | 0     | 6        | .305  | .327     | .605     | .932  |

### 年度別監督成績
| 年 度     | 球 団     | 順 位     | 試 合 | 勝 利 | 敗 戦 | 引 分 | 勝 率 | ゲ ｜ ム 差           | 本 塁 打              | 打 率                 | 防 御 率              | 年 齡                 |
| --------- | --------- | --------- | ----- | ----- | ----- | ----- | ----- | --------------------- | --------------------- | --------------------- | --------------------- | --------------------- |
| 2016      | DeNA      | 3位       | 143   | 69    | 71    | 3     | .493  | 19.5                  | 140                   | .249                  | 3.76                  | 42歳                  |
| 2017      | DeNA      | 3位       | 143   | 73    | 65    | 5     | .529  | 14.5                  | 134                   | .252                  | 3.81                  | 43歳                  |
| 2018      | DeNA      | 4位       | 143   | 67    | 74    | 2     | .475  | 14.0                  | 181                   | .250                  | 4.18                  | 44歳                  |
| 2019      | DeNA      | 2位       | 143   | 71    | 69    | 3     | .507  | 5.5                   | 163                   | .246                  | 3.93                  | 45歳                  |
| 2020      | DeNA      | 4位       | 120   | 56    | 58    | 6     | .491  | 12.0                  | 135                   | .266                  | 3.76                  | 46歳                  |
| 通算：5年 | 通算：5年 | 通算：5年 | 692   | 336   | 337   | 19    | .499  | Aクラス3回 Bクラス2回 | Aクラス3回 Bクラス2回 | Aクラス3回 Bクラス2回 | Aクラス3回 Bクラス2回 | Aクラス3回 Bクラス2回 |

ポストシーズン
| 年 度 | 球 団 | 大 会 名                                              | 相 手                                               | 勝 敗                       |
| ----- | ----- | ----------------------------------------------------- | --------------------------------------------------- | --------------------------- |
| 2016  | DeNA  | セントラル・リーグ クライマックスシリーズ 第1ステージ | 読売ジャイアンツ（セントラル・リーグ2位）           | 2勝1敗=第2ステージ進出      |
| 2016  | DeNA  | セントラル・リーグ クライマックスシリーズ 第2ステージ | 広島東洋カープ（セントラル・リーグ1位）             | 1勝4敗=敗退 (※1)            |
| 2017  | DeNA  | セントラル・リーグ クライマックスシリーズ 第1ステージ | 阪神タイガース（セントラル・リーグ2位）             | 2勝1敗=第2ステージ進出      |
| 2017  | DeNA  | セントラル・リーグ クライマックスシリーズ 第2ステージ | 広島東洋カープ（セントラル・リーグ1位）             | 4勝2敗=日本シリーズ進出(※1) |
| 2017  | DeNA  | 日本シリーズ                                          | 福岡ソフトバンクホークス（パシフィック・リーグ1位） | 2勝4敗=敗退                 |
| 2019  | DeNA  | セントラル・リーグ クライマックスシリーズ 第1ステージ | 阪神タイガース（セントラル・リーグ3位）             | 1勝2敗=敗退                 |

- ※ 勝敗の太字は勝利したシリーズ
- （※1）リーグ優勝球団に与えられるアドバンテージによる1敗を含む

### 背番号
- 61（1998年 - 2000年）
- 3（2001年 - 2007年、2012年 - 2013年）
- 5（2008年 - 2011年）
- 80（2016年 - 2020年）

### 野球以外での表彰
- イクメン オブ ザ イヤー 2021 イクメンスポーツレジェンド部門（2021年）[173]
- 令和4年度外務大臣表彰（2022年）[179]